# 월드콘
월드콘(영어: Worldcon) 또는 세계 SF 컨벤션(World Science Fiction Convention)은 제2차 세계 대전 중인 1942년부터 1945년까지 제외한 1939년부터 매년 지구상 어딘가에서 개최되는 SF 컨벤션이다. 주최는 세계 SF 협회(World Science Fiction Society, WSFS)가 한다.